# Petar Lubarda
Petar Lubarda (en serbe cyrillique : Петар Лубарда), né le 27 juillet 1907 à Ljubotinj et mort le 13 février 1974 à Belgrade, était un peintre yougoslave. Il est considéré comme l'une des figures les plus importantes de la peinture de l'ancienne république fédérative socialiste de Yougoslavie. On trouve ses œuvres notamment au musée national de Serbie et au musée d'Art contemporain de Belgrade.

## Biographie
Petar Lubarda est né à Ljubotinj, près de Cetinje. En 1925, il commence ses études de peinture à l'École d'art de Belgrade puis, en 1926, il part à Paris avec l'intention d'étudier à l'École des Beaux-Arts. Finalement, il étudie la peinture de manière indépendante dans les musées et les galeries de la capitale française ; il figure occasionnellement lors d'expositions au Salon des indépendants ou dans des expositions d'artistes yougoslaves. Depuis Paris, il prépare sa première exposition personnelle dont le vernissage a lieu en 1929 à la Casa d'arte Bragaglia à Rome.
Entre 1932 et 1938, il vit à Belgrade, où il organise trois expositions personnelles. En 1937, il participe à une exposition internationale à Paris et remporte le Grand Prix. Il revient à Paris en 1938 et y séjourne jusqu'en 1940.
Il a les années de guerre dans des camps de concentration ; de cette période datent des dessins des camps et des portraits de ses camarades prisonniers.
Après la libération, en 1946, il s'installe à Cetinje et participe à la création de la première école d'art au Monténégro.
À partir de 1950 il vit à Belgrade où meurt en 1974.
La création de Petar Lubarda est inspirée par l'histoire et par les paysages du Monténégro. Il a remporté de nombreux prix non seulement en Europe, mais aussi au Brésil et à la biennale de Tokyo. Il a également été membre de l'Académie serbe des sciences et des arts.

## Œuvres
Parmi ses compositions on peut citer Nuit sur le Monténégro (1951, Musée national du Monténégro), Le Joueur de guzla, 1952. Parmi les compositions historiques, on peut signaler, dans un style énergique, La Bataille de Vučji Do ou La Bataille du Kosovo de 1950 et La Bataille du Kovoso de 1953. La toile intitulée Les Chevaux est caractéristique du même style expressif que l'on trouve dans les scènes de bataille. Un tableau comme le Taureau noir est caractéristique d'un acheminement de Petar Lubarda vers une veine plus abstraite, illustrée par exemple par l'œuvre intitulée Rakovi et qui date de 1968. Dans cette même veine figure la série Kragujevac 1941, réalisée entre 1966 et 1968 ; cet ensemble de 27 œuvres, de format et de technique variés, représente par l'abstraction le massacre de Kragujevac perpétré par les nazis le 21 octobre 1941 et il est conservé au musée mémorial du 21 octobre de Kragujevac.

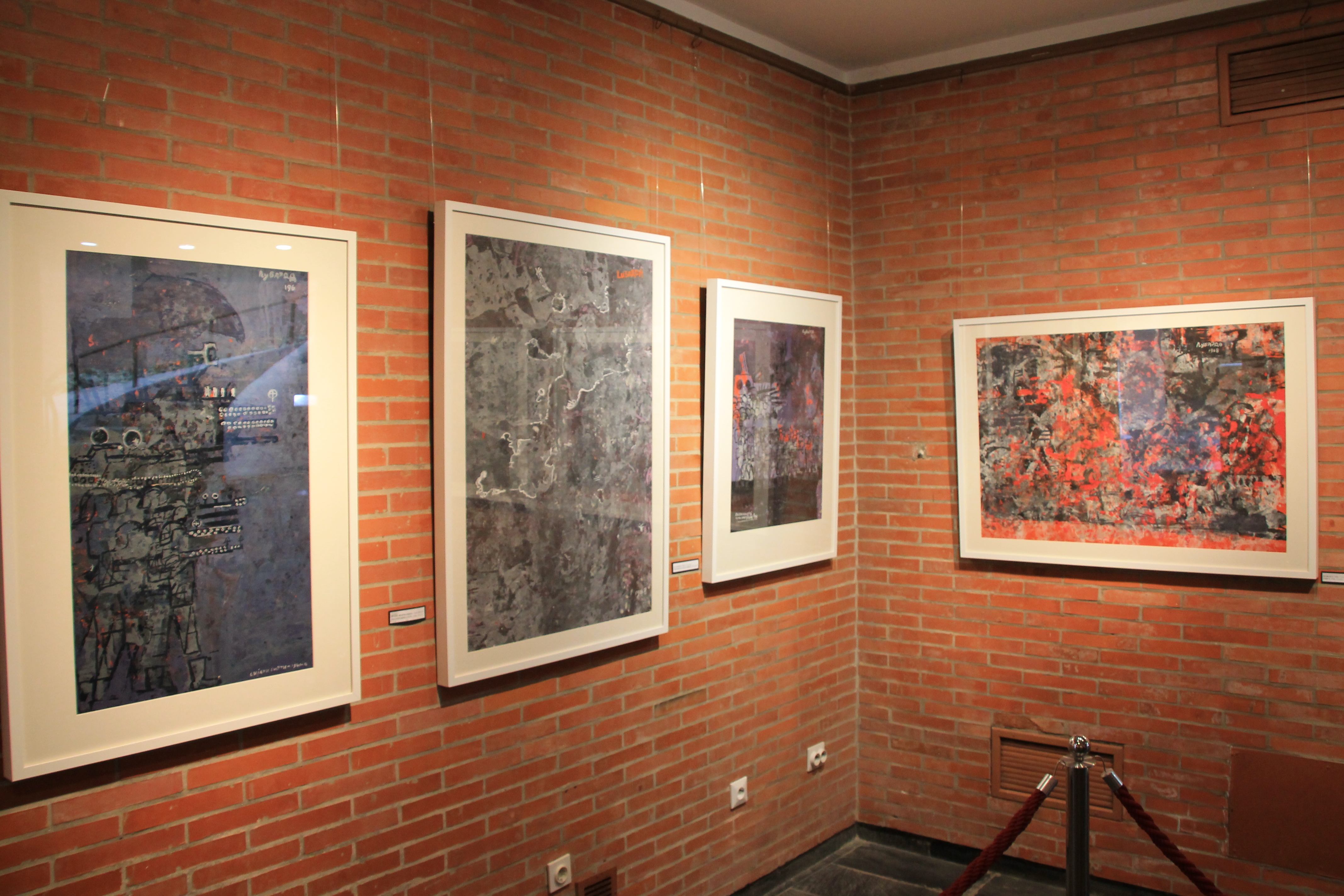
Quelques œuvres du musée du 21 octobre à Kragujevac.
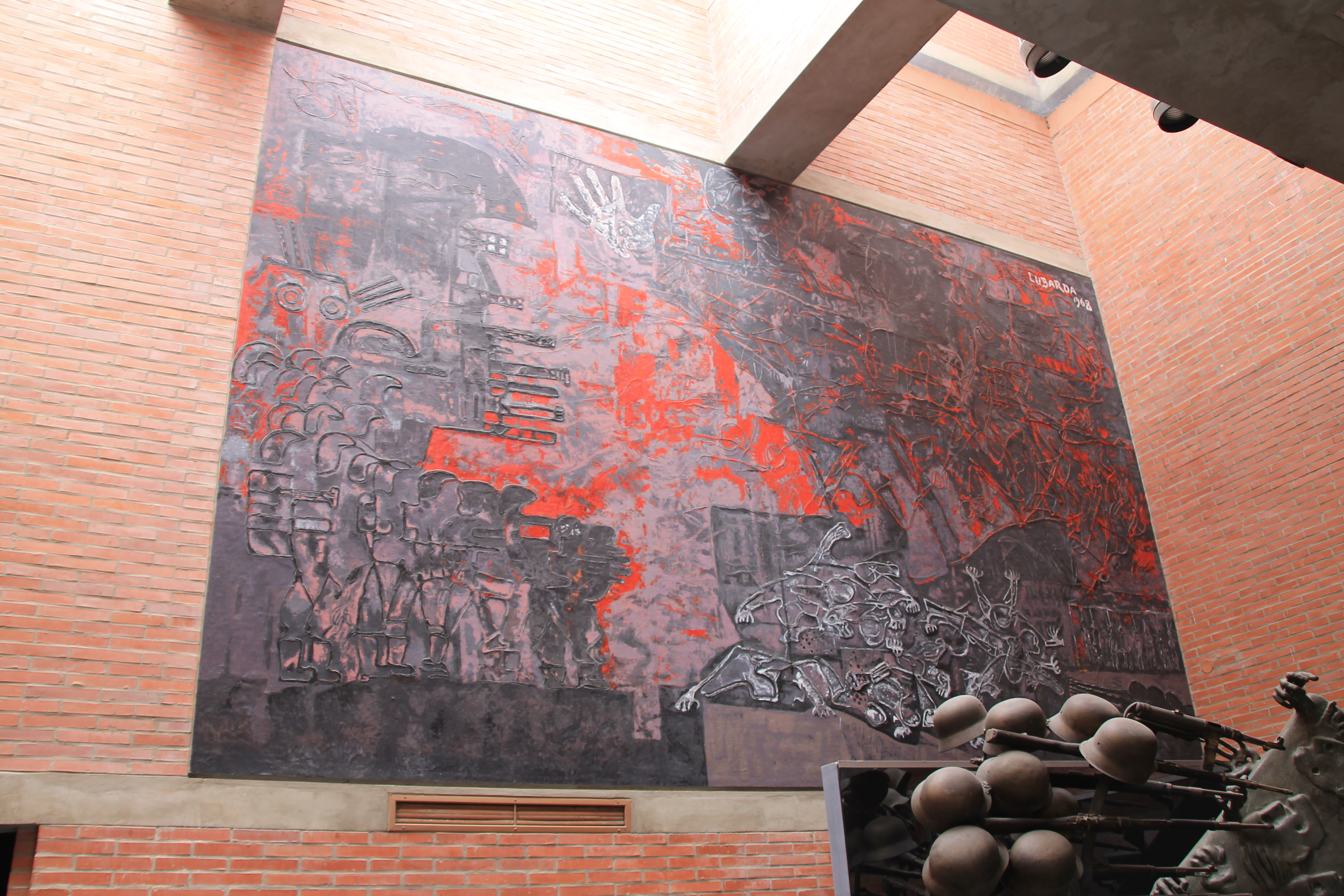
Oœuvre dans le même musée, 1968.

## Prix et récompenses
Petar Lubarda a notamment reçu les prix et récompenses suivants :
- Grand Prix à l'Exposition universelle de Paris, 1937 ;
- Premier prix à l'Exposition internationale de La Haye, 1938 ;
- Prix d'octobre de Belgrade, 1955 ;
- Prix national Guggenheim, 1956 ;
- Prix du 7 juillet de Serbie, 1964 ;
- Prix de l'AVNOJ, 1966 ;
- Prix Herder, 1973.

Il a été décoré de l'ordre de la Fraternité et de l'unité et de l'ordre du Mérite pour le peuple à l'étoile d'or (1965).